# Tjogräkning
Tjogräkning (av tjog) är ett äldre svenskt räknesystem med 20 som basenhet, där talet hundra motsvarar sex tjog (det vill säga 120). Systemet var främst i bruk i södra Sverige, och liknar det ännu i bruk danska räknesättet. Räknesystemet var fortsatt i allmänt bruk in på 1600-talet.
| Tal | Tjogräkning            |
| --- | ---------------------- |
| 1   | En                     |
| 2   | Två, osv               |
| 10  | En halvtjog            |
| 20  | En tjog                |
| 30  | Halvannan tjog         |
| 31  | En tjog och elva       |
| 32  | En tjog och tolv, osv  |
| 40  | Två tjog               |
| 50  | Halvtredja tjog        |
| 51  | Två tjog och elva, osv |
| 60  | Tre tjog               |
| 70  | Halvfjärda tjog        |
| 80  | Fyra tjog              |
| 90  | Halvfemta tjog         |
| 100 | Fem tjog               |
| 110 | Halvsjätta tjog        |
| 120 | Sex tjog eller hundra  |
| 130 | Halvsjunde tjog        |